# Бём, Ганс
Ганс Бём (нем. Hans Böhm или нем. Hans Behem), «Дударь из Никласхаусена» (1458, Хельмштадт — 19 июля 1476, Вюрцбург) — пастух, музыкант, проповедник и инициатор «Никласхаузенского паломничества» 1476 года.
Весной 1476 года Бём организовал массовое паломничество во имя Девы Марии в Никласхаузен (нем. Niklashausen). Он обещал пилигримам отпущения всех их грехов; проповедовал равенство всех людей, общность собственности и грозил божьим судом тщеславным и жадным аристократам и высшему духовенству. 
Проповеди Бёма завоевали ему популярность среди простых людей, восторженные слушатели называли его «святым отроком» и «пророком». В три месяца он привлёк на свою сторону более чем 70 000 поклонников, включая мелких дворян Кунца фон Тунфельда и его сына Михаэля.
Церковные и светские власти были обеспокоены столь масштабным движением. По приказу епископа Вюрцбурга Рудольфа II фон Шеренберга Ганс Бём был арестован и поспешно приговорён как еретик к смертной казни. 19 июля 1476 года сожжён на костре в Вюрцбурге. Его арест привёл к волнениям среди крестьянства Франконии.